# Museu Bernardino Machado
O Museu Bernardino Machado localiza-se em Vila Nova de Famalicão, Portugal.

## História
O nome do museu é uma homenagem a Bernardino Machado, 3.º e 8.º Presidente da República Portuguesa e figura-chave da Primeira República Portuguesa, que viveu e foi sepultado em Vila Nova de Famalicão, terra natal do seu pai, António Luís Machado Guimarães, 1.º Barão de Joane.
O museu nasceu da estreita colaboração entre a Câmara Municipal de Vila Nova de Famalicão e os seus descendentes, que haviam doado ao município, entre os anos de 1995 e 2001, todo o acervo que, posteriormente, haveria de constituir a sua coleção museológica.
Instalado num dos edifícios mais bonitos da cidade famalicense, o museu foi inaugurado a 15 de dezembro de 2001, estando a exposição permanente centrada, sobretudo, na figura de Bernardino Machado. Ao longo das salas, percorre-se vários períodos históricos, desde o final do constitucionalismo monárquico, passando pela implantação da Primeira República, o surgimento do Estado Novo, até ao período da resistência à ditadura salazarista sem esquecer os estreitos e íntimos laços que o unem a Vila Nova de Famalicão.
O estudo do diversificado conjunto de objetos e do riquíssimo acervo documental, juntamente com um vasto leque de atividades culturais e do serviço educativo, constituem as principais áreas de trabalho do Museu. Desde 2002, integra a Rede Portuguesa de Museus.

## Bernardino Machado

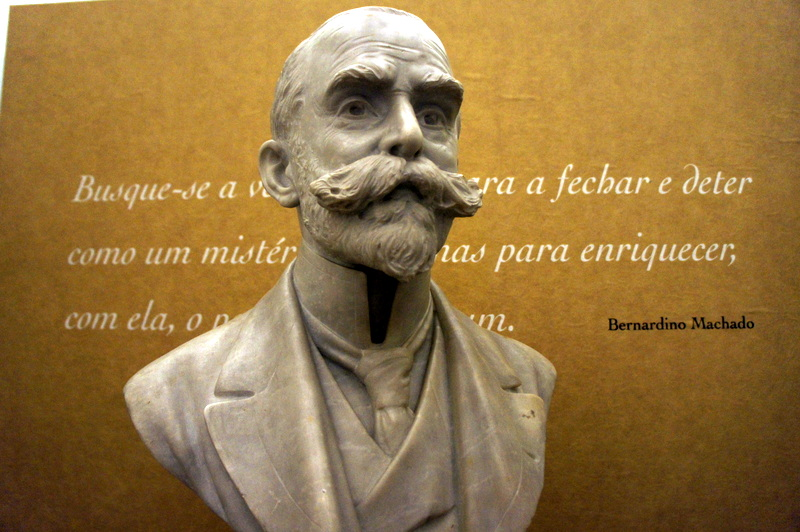
Busto de Bernardino Machado @ Município de Vila Nova de Famalicão.

Bernardino Luís Machado Guimarães, filho de António Luís Machado Guimarães, 1.º Barão de Joane, e de Praxedes de Sousa Guimarães, nasceu a 28 de março no Rio de Janeiro, para onde seu pai tinha emigrado. Em 1960, não tendo ainda completado 9 anos, a sua família regressa a Portugal, instalando-se em Joane (Concelho de Vila Nova de Famalicão), numa casa pertencente aos seus avós maternos, tendo-se, mais tarde, transferido para um palacete (Solar dos Machados) situado no centro da vila.
Após concluir os seus estudos no ensino secundário ingressa, com 15 anos, na Universidade de Coimbra, onde se forma em Matemática e Filosofia e onde, mais tarde, propõe a criação da cadeira de Antropologia.
Em 1882, casa com Elzira Dantas, com quem viria a ter 19 filhos. Nesse mesmo ano, inicia a sua carreira política ao ser eleito Deputado do Partido Regenerador pelo círculo eleitoral de Lamego.
A 31 de outubro de 1903, faz-se membro do Partido Republicano. Depois de ter ocupado o cargo de Ministro dos Negócios Estrangeiros no Governo Provisório da República e de, em 1912, aceitar o cargo de ministro de Portugal no Rio de Janeiro, Bernardino Machado é eleito Presidente da República em 1915. No entanto, uma revolução comandada por Sidónio Pais conduziu à sua destituição pela Junta Revolucionária em dezembro de 1917, sendo este obrigado a exilar-se em Espanha e França.
Após o seu primeiro exílio, Bernardino Machado viria a assumir a Presidência do Governo, em 1921, e a ocupar o cargo de Presidente da República novamente em 1925.
Entre os anos de 1927 e 1940, após o Golpe Militar de 28 de Maio de 1926, chefiado pelo General Gomes da Costa, vê-se obrigado a partir de novo para um longo e doloroso 2.º exílio político. Este período foi passado a maior parte do tempo em Espanha, onde redigiu dezenas de manifestos políticos a criticar os abusos da Ditadura Militar e, mais tarde, do Estado Novo. Regressou a Portugal, em 1940, graças a uma amnistia internacional, tendo fixado residência na vila de Paredes de Coura, juntamente com a sua esposa, Elzira Dantas Machado.
Faleceu na cidade do Porto, no dia 29 de abril de 1944, completamente lúcido e com 93 anos de idade. Está sepultado em Vila Nova de Famalicão, no jazigo do seu pai.

## Edifício
O Palacete do Barão da Trovisqueira foi mandado construir, em 1857, por José Francisco da Cruz Trovisqueira, brasileiro de torna-viagem, após ter granjeado grande fortuna no Brasil. Instalado no principal arruamento da então Vila, teve a honra de acolher as visitas do rei D. Pedro V e do infante D. João (1861) e, mais tarde, dos reis D. Luís I e D. Maria Pia (1863), servindo como paragem obrigatória e digna hospedaria à família real nas suas deslocações a Braga.

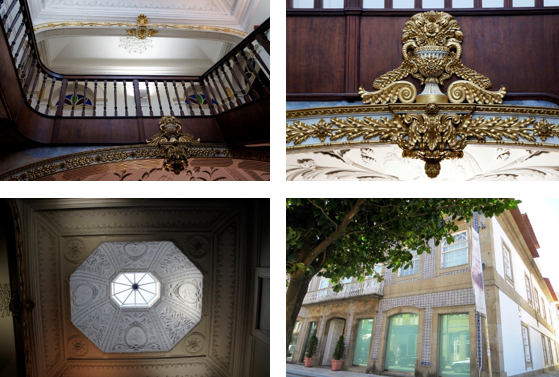
Palacete Barão da Trovisqueira @ Município de Vila Nova de Famalicão.

Após ter acolhido a Escola Comercial e Industrial de Vila Nova de Famalicão (1957), o Tribunal do Trabalho (1966), até ao Orfeão Famalicense, o município de Vila Nova de Famalicão, em 1988, adquire este imóvel à empresa “Construções Foco, Lda.”, realizando de seguida uma reabilitação total do edifício, quer ao nível das fachadas, quer do seu interior.
Da sua arquitetura merece destaque o revestimento azulejar da fachada principal e de parte do seu interior; a escadaria, a talha dourada, os tetos em estuque ornamentados, apresentando decoração neoclássica com simbologia mitológica, artística e motivos fitomórficos.
Atualmente, o edifício acolhe o Museu Bernardino Machado e a Galeria de Arte Contemporânea, Ala da Frente.

## Acervo

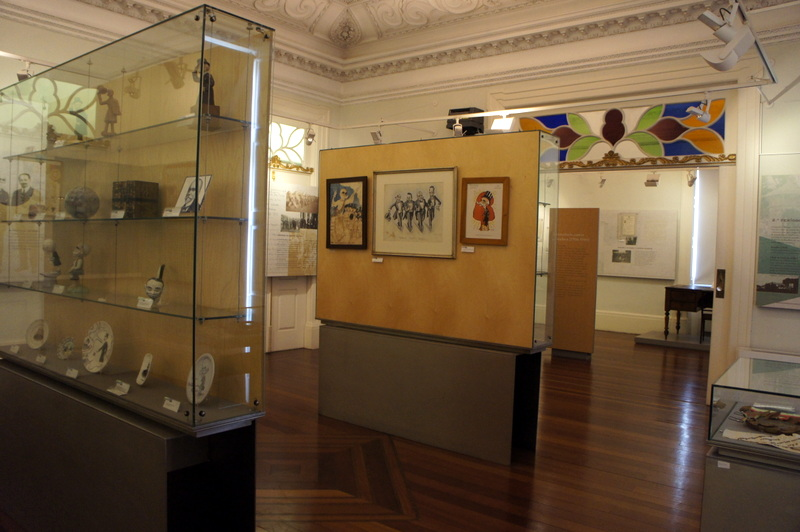
Sala "O Estadista Republicano (1910-1926)" no Museu Bernardino Machado @ Município de Vila Nova de Famalicão.

A exposição permanente retrata as várias facetas do antigo Presidente da República Portuguesa, Bernardino Machado — o Homem, o Pedagogo, o Cientista e o Político —, além de um espaço introdutório que aborda a fundação do concelho de Vila Nova de Famalicão (1835) e o seu percurso político, económico e social até finais do século XIX.
Ao longo de várias salas temáticas, o visitante, aliado ao percurso de vida desta ilustre personalidade famalicense, pode apreciar um variado conjunto de objetos pessoais, académicos e profissionais que pertenceram ou tiveram ligação a Bernardino Machado, como quadros, vestuário, mobiliário, arte decorativa, condecorações, entre outros.
O museu disponibiliza ainda para consulta um dos acervos documentais mais ricos e significativos para o estudo da história da Primeira República, constituído por correspondência, diplomas, telegramas, arquivos de imprensa, monografias, documentação ministerial e presidencial, registos fotográficos, entre outro tipo de documentação.
Objeto em destaque

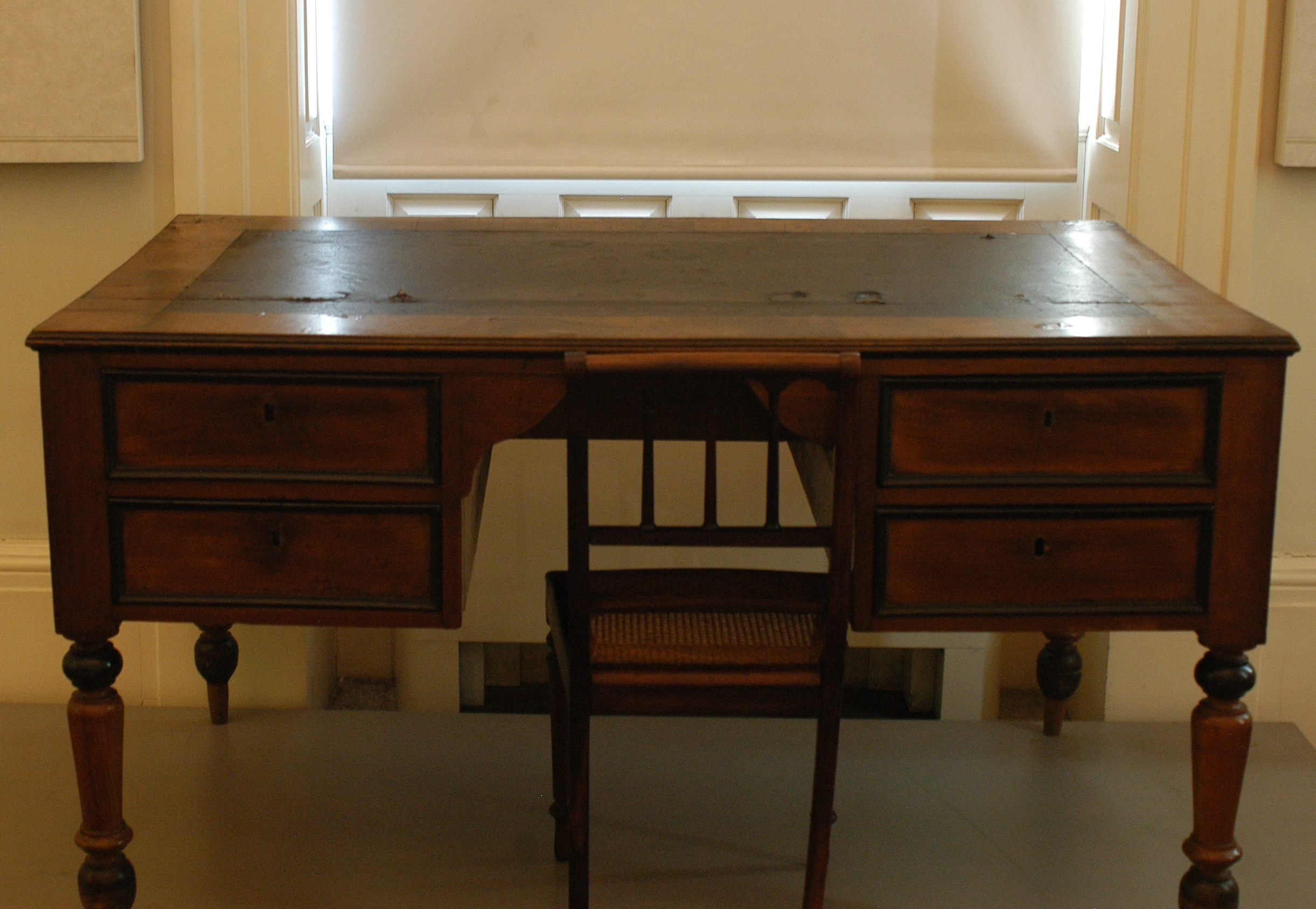
Secretária Pessoal de Bernardino Machado, oferecida pelo Eng. Aquilino Ribeiro Machado @ Município de Vila Nova de Famalicão.

Secretária pessoal de Bernardino Machado
Mesa de trabalho, em madeira, que integrava o mobiliário do Palácio de Santa Catarina, na Cruz Quebrada, em Oeiras.
As gavetas do lado direito estavam reservadas para as resmas de papel e as provas a rever, enquanto as da esquerda guardavam cartas de amigos e documentos de toda a espécie.

Foi doada ao museu, em 2006, pelo Eng.º Aquilino Ribeiro Machado.

## Atividades em Destaque

### Serviço educativo
O Serviço Educativo assume um papel primordial na divulgação do Museu Bernardino Machado. Por conseguinte, é elaborado um Plano de Atividades diversificado e dinâmico, visando ser bastante atrativo e apelativo, de forma a suscitar o interesse da comunidade educativa em visitar o Museu. As atividades apresentam-se em formato de visita orientada à exposição permanente do museu, oficinas e pedipapers de forma a adaptarem-se aos vários gostos e interesses dos diferentes públicos que visitam o Museu.
Por outro lado, e tendo em conta as temáticas, as linhas orientadoras e as ideias defendidas pelo patrono do Museu, procura-se enquadrá-las com os conteúdos programáticos abordados nos diversos níveis de ensino, essencialmente na disciplina de História, apresentando propostas específicas para cada ano escolar.
Em suma, pretende-se “dar vida” ao Museu Bernardino Machado, valorizando-o e expectando que o Serviço Educativo sirva como rosto/alma do Museu para visitas futuras de familiares e amigos daqueles que o visitaram neste contexto.

### Ciclo de Conferências
O Ciclo de Conferências realiza-se, ao longo do ano (de janeiro a junho, e de setembro a outubro), preferencialmente, na última sexta-feira de cada mês. O conferencista convidado tem uma hora para fazer a sua exposição, a que se segue um debate. Este Ciclo de Conferências é acreditado pelo Conselho Científico e pelo Centro de Formação para os professores dos vários grupos disciplinares em função da temática subjacente.

### Encontros de Outono
O Colóquio Encontros de Outono realiza-se no último fim de semana do mês de novembro (sexta-feira e sábado de manhã). Este Colóquio é acreditado pelo Conselho Científico e pelo Centro de Formação para os professores dos vários grupos disciplinares em função da temática subjacente.